# Batalha, a Guerra do Vinil
Batalha, A Guerra do Vinil é um microssérie de animação em stop-motion de 2007. Escrito por Daniel Greco e dirigido por Rafael Terpins e Cesar Dufolk,  a animação tem 4 episódios de 5 minutos que foram transmitidas na faixa Adult Swim do canal Cartoon Network em Março de 2007. Além da exibição na televisão brasileira, a curta participou de vários festivais de cinema, sendo premiado com menção honrosa na categoria de "Melhor Curta Metragem de Animação" no 1o Festival de Cinema de Humor em Albufeira, Portugal em 2009.

## Sinopse
Tendo como cenário uma grande festa hip-hop numa favela de São Paulo, a animação conta a história de um duelo musical entre dois habilidosos DJs - DJ Black Jamantha, já rico e famoso, e DJ Air, um novato talentoso. Além de DJ King e DJ Cia que providenciam o lado sonoro das performances dos dois personagens principais, a animação conta com a participação de Thaíde que empresta a sua voz ao personagem com seu próprio nome.

## Elenco
- DJ Cia como DJ Air
- DJ King como DJ Black Jahmanta
- Thaíde como Thaíde